# Blakumen

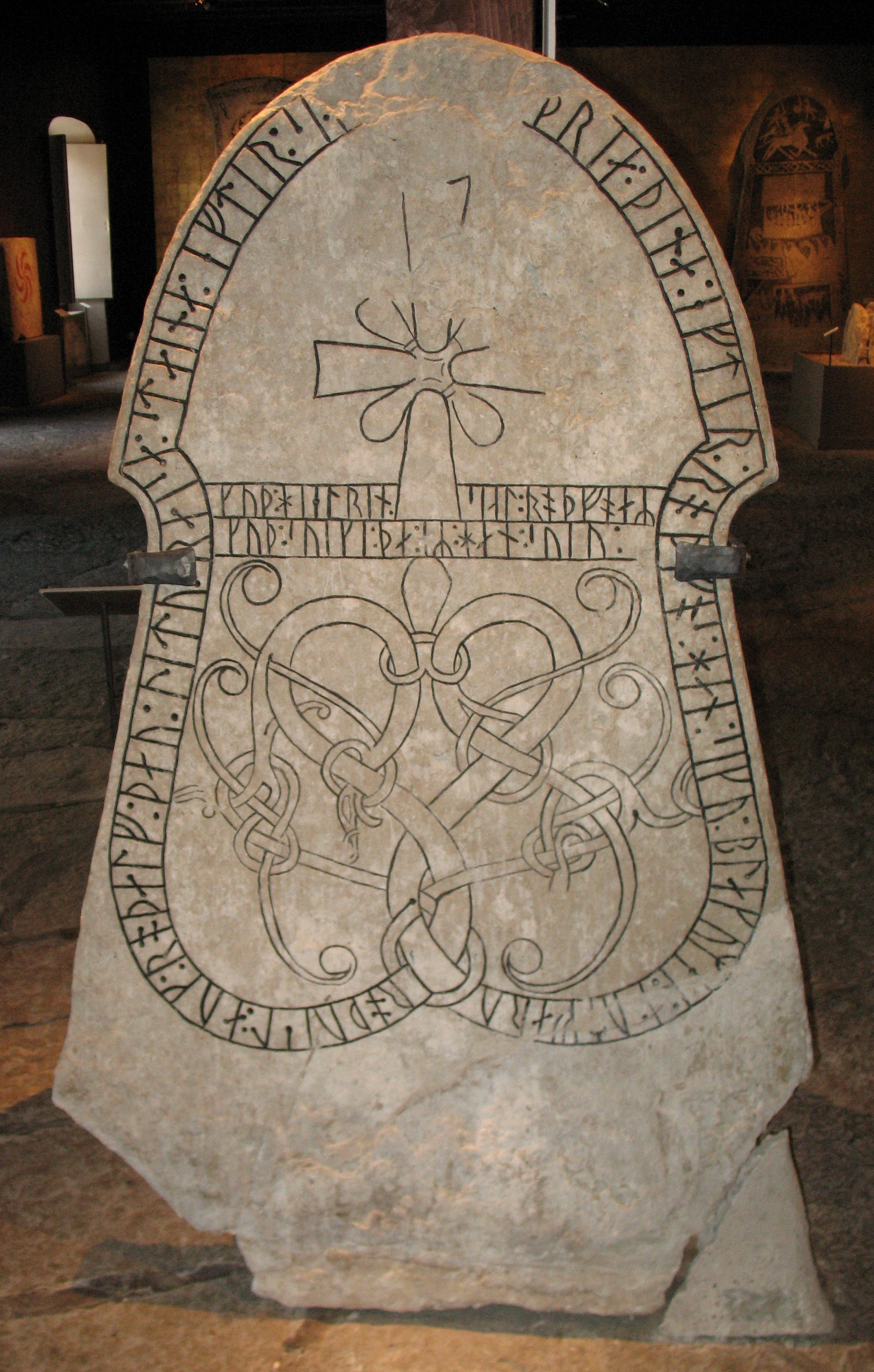
La pierre runique G 134 du XI^{e} siècle mentionnant les « Blakumen » (cimetière de Sjonhem, Gotland, Suède).

Les Blakumen ou Blökumenn sont un peuple mentionné dans les sources scandinaves entre le XIe et le XIIIe siècle. Le nom de leur territoire, le Blokumannaland, a également été conservé. Victor Spinei, Florin Curta, Florin Pintescu et d’autres historiens les identifient aux Roumains (variante de l’exonyme Valaque), tandis qu’Omeljan Pritsak soutient qu’il s’agissait de Coumans. Judith Jesch évoque aussi la possibilité que le terme signifie « hommes noirs », une signification toutefois incertaine. Les historiens localisent le Blokumannaland dans les régions situées au sud du bas Danube, occupées par les Valaques au Moyen Âge, et suggèrent que ce terme pourrait désigner la Valachie (au nord du Danube) ou encore l’Afrique dans la langue islandaise moderne.

## LesBlakumensur la pierre runique G 134
Le seul exemple conservé du terme Blakumen est une inscription runique retrouvée sur une pierre runique dans le cimetière de Sjonhem, sur l’île de Gotland en Suède,. La forme des runes suggère que la pierre a été érigée vers l’an 1050,. D’après l’inscription, un couple Varègue nommé Hróðvísl et Hróðelfr a fait ériger la pierre en mémoire de l’un de leurs fils, Hróðfúss, tué traîtreusement par les Blakumen lors d’un voyage à l’étranger,,. L’inscription ne fournit pas plus de détails sur le crime, mais Spinei suppose que Hróðfúss a été assassiné par des Valaques dans les régions à l’est des Carpates. Curta estime quant à lui que Hróðfúss était un marchand en route vers Constantinople, attaqué et tué par des Valaques au nord du bas Danube. Jesch propose également que Hróðfúss était un marchand « en voyage à l’étranger », assassiné par des commerçants locaux ayant trahi sa confiance. Elle traduit le terme Blakumen par « Valaques », mettant en parallèle leur trahison supposée avec l’accusation d’Kékauménos sur leur manque de fiabilité. Elle évoque aussi la possibilité que le terme signifie « hommes noirs », sans en déterminer le sens exact.
Pritsak refuse d’assimiler les Blakumen aux Valaques, affirmant qu’il s’agirait de Coumans, dont la migration vers l’ouest de la steppe pontique commence à l’époque de l’érection de la pierre. Spinei rejette cette hypothèse, soulignant que plusieurs occurrences du terme Blakumen ou Blökumen (comme dans la Saga d’Eymund) se rapportent à des événements antérieurs à l’arrivée des Coumans dans la région. Il ajoute que si l’on interprète le terme comme désignant des « Coumans noirs », cette désignation est incompatible avec la terminologie ethnique varègue, qu’elle n’est pas attestée dans les autres langues (absence de *cumani nigri en latin ou *mauro Koumanoi en grec), et qu’il est improbable qu’un adjectif scandinave ait été accolé à un nom propre d’origine grecque ou latine (au lieu de l’usage germanique Walven pour désigner les Coumans) pour former des noms comme Blakumen (« Coumans noirs ») ou Blokumannaland (« pays des Coumans noirs »).
« Hróðvísl et Hróðelfr ont fait ériger des pierres en mémoire de leurs trois fils. Celle-ci est en mémoire de Hróðfúss. Les Blakumen l’ont trahi lors d’une expédition. Que Dieu aide l’âme de Hróðfúss. Que Dieu trahisse ceux qui l’ont trahi. »

## LesBlökumenndans leLivre de Flatey
Les Blökumen sont mentionnés dans le Flateyjarbók, un manuscrit islandais de la fin du XIVe siècle, contenant une biographie du XIIIe siècle du roi Olaf de Norvège,. Ce manuscrit comprend un chapitre séparé consacré aux aventures d’un prince norvégien, Eymund, à la cour du prince Jarizleifr à Novgorod,. Ce passage rapporte qu’Eymund informe Jarizleifr du départ de son frère Burizlaf vers le Tyrkland, et précise que ce dernier prépare une attaque contre lui avec une grande armée formée de Tyrkir, de Blökumen et d’autres peuples. Curta, Spinei et d’autres chercheurs identifient Jarizleifr à Iaroslav le Sage et Burizlaf à Sviatopolk Ier de Kiev,. Selon eux, la mention des Tyrkir et des Blökumen prouve que Sviatopolk Ier a recruté des Petchénègues et des Valaques pour entrer en guerre contre Iaroslav,. Ils avancent aussi que les Blökumenn du Livre de Flatey, tout comme les Blakumen de la pierre runique de Gotland, étaient des Valaques originaires de Moldavie ou de Valachie,.
« « Il lui aurait été plus facile de perdre sa bannière que sa vie », dit Eymund, « et j’ai compris qu’il s’était échappé et qu’il avait passé l’hiver au Tyrkland. Maintenant, il s’apprête à mener une nouvelle armée contre [Jarizleifr]. Il a rassemblé une armée invincible composée de Tyrkir, de Blökumen et de bien d’autres gens peu recommandables, et j’ai aussi entendu dire qu’il était prêt à renier la foi chrétienne et à livrer ses deux royaumes à ces individus peu fréquentables s’il parvient à t’enlever la Russie ». »

## Blokumannaland
Le terme Blokumannaland désigne un territoire mentionné dans la Heimskringla (« Le cercle du monde ») de Snorri Sturluson, rédigée au XIIIe siècle. L’ouvrage raconte comment l’empereur byzantin Alexis Ier Comnène, désigné sous le nom de Kirjalax, envahit le Blokumannaland pour y combattre des tribus païennes. Ces païens n’étant pas identifiés, la datation précise de l’événement demeure sujette à controverse. Ainsi, Spinei identifie cet épisode à la bataille de la colline de Lebounion de 1091, qui se conclut par une défaite écrasante des Petchénègues face aux Byzantins. Il avance que le Blokumannaland désigne un territoire valaques situé au sud du bas Danube.
D’autres auteurs proposent des dates différentes : Sandaaker situe la bataille vers 1040, tandis que Ellis Davidson et Blöndal avancent la date de 1122. Pour Alexandru Madgearu, Sturluson fait preuve d’anachronisme en évoquant les terres au sud du Danube sous le nom de Blokumannaland, car ce terme faisait en réalité référence au Second Empire bulgare à l’époque de Sturluson. En islandais moderne, Blokumannaland peut désigner aussi bien la Valachie que l’Afrique.
« Cela se passa en Grèce, à l’époque où le roi Kirjalax y régnait et menait une expédition contre le Blokumannaland. Lorsqu’il arriva dans la plaine de Pézína, un roi païen s’avança contre lui avec une armée irrésistible. Ils étaient accompagnés de cavaliers et de grands chariots fortifiés, munis de meurtrières au sommet. »